# 小西ゆりな
小西 由里菜（こにし ゆりな、1986年4月12日 - ）は、日本のタレント。千葉県出身。浅井企画所属。
血液型はB型。特技はダンス、マジック。芸能活動は先ずダンサーとしてスタートした 。初仕事はBoA「QUINCY」のPV。既婚 。
2025年1月8日より、芸名を小西由里菜に変更。

## 出演

### テレビ
- 全力坂（2011年6月16日・22日、テレビ朝日)
- カキューン!!（2011年11月、関西テレビ放送）
- イカさま☆タコさま（2011年12月13日、TBSテレビ）- アシスタント
- How to モンキーベイビー!（2011年、TOKYO MX）
- すぎ☆たま （2011年 - 2012年、J:COM チャンネル）- レポーター
- トビためっ!（2012年 - 2013年、J:COM 足立）- 水曜担当MC
- ぐるっと!浦安（2013年 - 、J:COM チャンネル）- MC
- 新クイズ面白ゼミナール（2014年 - 、NHK BSプレミアム）
- カイモノラボ（2014年 - 、TBSテレビ）
- ぶっちゃけ告白TV!カミングアウト!（2014年3月26日、フジテレビ）- 再現VTR 主演
- さまぁ〜ず]のご自慢列島ジマング（2014年6月4日、フジテレビ）- ミス・ジマンしたガール
- 女神のマルシェ（2014年11月7日、日本テレビ）
- 歴博のミカタ（2015年7月- 広域高速ネット296）
- ナイツのHIT商品会議室（2015年7月- 千葉テレビ）- MC
- 巷のリアルTV カミングアウト!（2015年11月20日- フジテレビ）- 再現VTR主演

### ラジオ
- bayfmサマーキャンペーンレポーター（2012年）
- BAY LINE GO!GO!（2012年10月 - 2015年3月、bayfm）- 火曜日レポーター
- The BAY☆LINE（2015年4月 - 2016年5月、bayfm）- 火曜日レポーター

### 舞台
- w-speak 第1回公演「笑劇乙女」( 2012年1月 )
- w-speak 第2回公演「笑劇コスメ」(2012年4月)
- 下北発女の子演劇集団 Angeiil「Angeill‐なchu」(2012年9月)
- 劇団森 第1回公演「マカロニ」(2012年5月22日)

### その他
- ZZ サッカーワールドカップ日本代表応援歌「サムライブルー」（2006年） - PVダンサー
- 安良城紅「光の数だけグラマラス」（2006年） - PVダンサー
- 東京湾納涼船 ゆかたダンサーズ（2011年）
- サミーガールズ（2012年）
- アキバの達人検定 公式サポーター（2013年）
- ミキハウスランド (春)(秋) 歌のお姉さん（2013年）